# Uovo delle viole
L'Uovo delle viole è una delle uova imperiali Fabergé, un uovo di Pasqua gioiello. Venne regalato per la Pasqua del 1899 alla zarina madre Dagmar di Danimarca dal figlio Nicola II. Per la stessa occasione, lo zar donò alla moglie l'Uovo dei gigli.

## Proprietari
Quest'oggetto fa parte del gruppo di dieci uova Fabergé vendute nel 1930 dall'Antikvariat; questa fu acquistata dalle Hammer Galleries di New York. Nel 1947 il proprietario, Armand Hammer, lo vendette all'ereditiera di New Orleans Matilda Geddings Gray. Quest'ultima a sua volta in seguito lo regalò a sua nipote, la signora Matilde Gray Stream, per l'anniversario di nozze. Si tratta di una delle pochissime uova imperiali Fabergé rimaste in una collezione privata.

## Descrizione

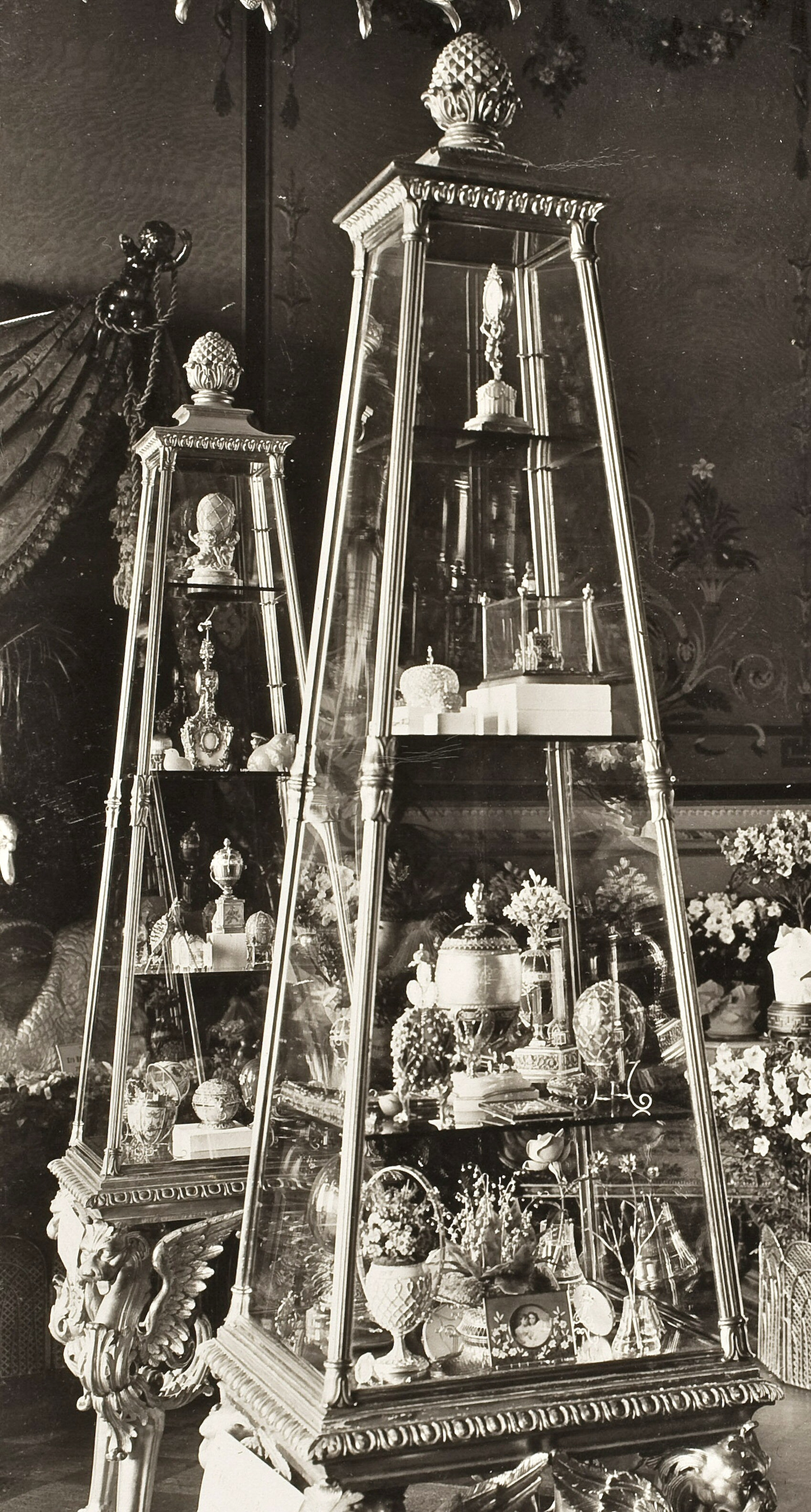
Le vetrine piramidali con le uova imperiali Fabergé, in mostra nel marzo 1902 nella Von Dervis Mansion, a San Pietroburgo.

L'uovo è fatto di nefrite ed è sostenuto, con la punta verso il basso, da un supporto d'argento dorato che ha la forma di un fascio di foglie dalle quali spuntano cinque fiori e cinque gemme di viola del pensiero, con i petali smaltati in varie sfumature di viola.
La parte superiore si può aprire per estrarre la sorpresa. 
Questo e l'uovo dei mughetti sono le sole in stile Art Nouveau.

### Sorpresa
La sorpresa è una placca a forma di cuore, smaltata di bianco opalescente su uno sfondo di raggi di sole guilloché, decorata con diamanti taglio rosetta montati in argento e sormontata dalla corona dei Romanov anch'essa tempestata di diamanti. 
La placca poggia su un cavalletto d'oro sormontato da una stella di diamanti tra rami d'alloro, posta sopra l'anno di realizzazione (1899); il cavalletto è scanalato e impreziosito da motivi floreali e decorato con oro, pietre preziose e perle. 
La placca reca undici cornici ovali, nascoste da coperchi d'oro smaltati di rosso fragola, ciascuno con il monogramma di uno dei principali membri della famiglia imperiale; tutti collegati da un grande "M" realizzata in diamanti.
Premendo un pulsante i coperchi si aprono simultaneamente rivelando i ritratti in miniatura dei membri della famiglia imperiale; letti in verticale, nella prima colonna sono raffigurati:
- Georgij Aleksandrovič Romanov, fratello minore dello zar e in quel momento erede legittimo al trono imperiale;
- Aleksandr Michajlovič Romanov, cognato dello zar, essendo marito della granduchessa Ksenija Aleksandrovna Romanova;

nella seconda colonna:
- lo zar Nicola II;
- Irina Aleksandrovna Romanova, poi principessa Youssoupoff, nipote dello zar, figlia del granduca Aleksandr Michajlovič Romanov e di Ksenija Aleksandrovna Romanova;

nella terza colonna:
- Ol'ga Nikolaevna Romanova, prima figlia dello zar;
- Tat'jana Nikolaevna Romanova, seconda figlia dello zar;
- Michail Aleksandrovič Romanov, fratello minore dello zar;

nella quarta:
- Aleksandra Fëdorovna Romanova, zarina;
- Andrej Vladimirovič Romanov nipote dello zar, fratello della granduchessa Irina;

infine, nella quinta colonna:
- Ol'ga Aleksandrovna Romanova, sorella dello zar;
- Ksenija Aleksandrovna Romanova, altra sorella dello zar.